# Graft-versus-hostreactie
Graft versus host (letterlijk: transplantaat tegen gastheer) is een verzamelnaam voor bepaalde complicaties van orgaantransplantaties. Vooral bij beenmergtransplantaties kan het donorweefsel (de graft) een afweerreactie vertonen tegen het weefsel van de ontvanger (de host). De afweercellen van het transplantaat vallen dus het weefsel van de gastheer aan, wat precies tegengesteld is aan de gebruikelijke afstoting: vrijwel altijd valt het weefsel van de ontvanger het donorweefsel aan.
Graft-versus-hostreacties kunnen overal in het lichaam optreden, maar vooral in de huid, de darmen, de lever en longen. Om graft-versus-host te onderdrukken kunnen afweeronderdrukkende middelen worden ingezet - met soms moeilijk te behandelen infecties tot gevolg. 

## 2 classificaties

### Acute graft-versus-host ziekte (GvHD)
De acute vorm ontwikkelt zich veelal in de eerste drie maanden na stamceltransplantatie. Deze vorm tast voornamelijk de lever, huid en maag-darmstelsel aan. Volgende symptomen treden op de voorgrond: buikpijn, diarree, huiduitslag (op het voorhoofd, rond de oren, op de handen, voeten en borstkast), roodheid (met pijn, branderig gevoel en/of jeuk) en aantasting van de slijmvliezen (ter hoogte van mond, ogen, neus en/of geslachtsdelen).

### Chronische graft-versus-host ziekte (GvHD)
De chronische vorm ontwikkelt zich minstens 100 dagen na stamceltransplantatie. Als er ooit al een acute GvHD aanwezig is geweest, is er een grotere kans om chronische GvHD te ontwikkelen. Bij deze vorm kan elk orgaan van het lichaam worden aangetast. De volgende organen meer specifiek: de huid, ogen, maag-darm stelsel, lever, longen, blaas, geslachtsdelen en de spieren. De symptomen die hierbij optreden zijn: huiduitdlag in de vorm van zichtbare bultjes, onder de ogen ontstaan van pigmentvlekken, irritatie van het mondslijmvlies, verminderde voedselopname, haaruitval, kaalheid en uitvallen van de nagels.Tot slot geeft chronische GVHD een verhoogde kans op overlijden.

## Voorkomen
Graft-versus-hostreacties treden vooral op als grote aantallen bloedcellen van de donor in het lichaam van de ontvanger komen; bijvoorbeeld bij een beenmerg- of stamceltransplantatie. De reactie komt soms ook voor na bijvoorbeeld levertransplantatie en niertransplantatie. Verder kan de graft-versus-hostreactie optreden bij bloedtransfusie aan kwetsbare patiënten zoals pasgeborenen, immunodeficiënte patiënten en patiënten die worden behandeld met hoge doses cytostatica.

## Enkele oorzaken
- De ontvanger is immunodeficient
- Het transplantaat bevat immunocompetente T-cellen, het beste is om de T-cellen te verwijderen uit het transplantaat, dan moeten de nieuwgevormde T-cellen in de ontvanger nieuw onderscheid leren maken tussen eigen en vreemd weefsel.
- Donor en ontvanger zijn HLA-incompatibel (bij allogene Hematopoetische stamcel transplantatie).

## Belangrijkste symptomen
- Huidschilfers, erytheem, haaruitval
- diarree
- hyperbilirubinemie en bloedstollingsproblemen
- aanvankelijk hyperreactiviteit van immuunsysteem, later atrofie
- infecties

## Preventie
De preventieve aanpak bij een allogene stamceltransplantatie is afhankelijk van het soort donor en voorbereiding. De meest gebruikte behandelingen zijn enerzijds chemotherapie zoals methotrexaat en cyclofosfamide en anderzijds immunosuppressiva zoals ciclosporine, mycofenolaatmofetil en antithymocytenglobuline (ATG). 

### Onderzoek
- De combinatie van een lage dosis antithymocytenglobuline en post-transplantatie cyclofosfamide (chemotherapie) heeft een versterkend effect. Deze twee producten zorgen voor een T-cel depletie (het deels verwijderen van donor T-cellen uit het transplantaat). In de eerste studies ziet men een hogere 'graft versus host disease' -en hervalvrije overleving[7].
- Het gebruik van mesenchymale stromale cellen. Deze cellen hebben immunosuppressieve eigenschappen en zijn veelbelovend in preventie van graft versus host disease. Verder onderzoek is nodig naar veiligheid en doeltreffendheid[8].

## Veroorzakers
- T-cellen, vooral CD4+ T-helper-cellen
- Daarnaast NK-cellen (natural-killercellen), Killer T-cellen en antigeen-presenterende cellen